# まんがのCOCOはキケンなつぼみ!
『まんがのCOCOはキケンなつぼみ!』（まんがのここはキケンなつぼみ）は、原作：長谷川裕一、作画：栗原一実（徳冨数志）による日本の漫画作品。ウェブコミック誌『FlexComixブラッド』（フレックスコミックス）にて連載されていた。

## 登場人物

### 漫画研究部
描紀 巧（えがき たくみ）
漫画研究部に入部した高校1年生。部員が誰もいなかったので自動的に部長になる。
美園 つぼみ（みその つぼみ）
アマチュアレスリング界のホープだったが、自分の自由を求めて辞退する。その後巧が描いた漫画の原稿を読んで感動し漫画研究部に入部する。
稲穂 鈴芽（いなほ すずめ）
漫画で一攫千金を夢見る少女。
犬吠埼 凪砂（いぬぼえざき なぎさ）
BL漫画好きな元不良。
葛飾 斎子（かつしか さいこ）
日本画家を目指す少女。描く漫画も日本画風。
成田先生（なりた）
漫画研究部の顧問。坊主。

### その他
美園 咲（みその さき）
つぼみの姉で生徒会長。漫画研究部を認めていない。

## 単行本
- 原作：長谷川裕一、作画：徳冨数志 [1]『まんがのCOCOはキケンなつぼみ!』 ソフトバンククリエイティブ〈フレックスコミックス〉、全2巻（未収録話多数）
  1. 2011年5月12日発売 ISBN 978-4-7973-6503-0
  2. 2011年9月12日発売 ISBN 978-4-7973-6685-3

  - マンガ図書館Zでは単行本にならなかった未収録回を収録した3巻を含めて公開と販売がされている。

電子書籍化する前には長谷川裕一FANディングセットの特典としてPDF版全3巻を期間限定で販売していた。